# Ибн Нубата
Ибн Нуба́та (араб. ابن نباتة‎) — арабский поэт.
Его полное имя: Джамал ад-Дин Абу Бакр Мухаммад ибн Мухаммад ибн Мухаммад ибн аль-Хасан аль-Джузами аль-Фарики аль-Мисри (جمال الدين أبو بكر محمد بن محمد بن محمد بن الحسن الجذامي الفارقي المصري‎). Известен прежде всего своей поэзией, но писал также прозу.
Ибн Нубата был сыном мухаддиса. Уже в юности он увлекался поэзией и начал писать короткие стихотворения. В 1316 году он покинул Каир и отправился в Дамаск. Там он проживал до 1360 года с коротким пребыванием в Хаме и Алеппо. Затем мамлюкский султан ан-Насир Хасан вызвал его обратно в Каир. Там, в больнице Калауна Ибн Нубата умер 13 октября 1366 года (седьмого сафара 768 года хиджры).